# 約翰·阿爾布雷希特二世
約翰·阿爾布雷希特二世（德語：Johann Albrecht II.，1590年5月5日—1636年4月23日），梅克倫堡-居斯特羅公爵，1621年至1636年在位。
起初，他與哥哥阿道夫·腓特烈一世同為梅克倫堡公爵。1621年兩人將公國一分為二，約翰·阿爾布雷希特獲得居斯特羅。

## 家庭
1608年，約翰·阿爾布雷希特與叔公克里斯托夫的女兒瑪格麗特·伊莉莎白（Margarete Elisabeth）結婚，兩人共有兩個女兒：
1. 伊莉莎白·索菲（1613年—1676年）
2. 克里斯蒂娜·瑪格麗特（德语：Christine Margarete zu Mecklenburg）（1615年—1666年）

瑪格麗特·伊莉莎白於1616年去世。1626年，約翰·阿爾布雷希特與安哈特-貝恩堡的艾蕾諾爾·瑪麗結婚，兩人共有1子2女：
1. 安娜·索菲（1628年—1666年）
2. 古斯塔夫·阿道夫（1633年—1695年）
3. 路易絲（1635年—1648年），早逝